# Museo del Calzado de Barcelona
El Museo del Calzado (en catalán: Museu del Calçat) de Barcelona fue un museo inaugurado en 1970 y cerrado el año 2015 que exhibía muestras de diferentes tipos de calzado de épocas distintas. Se alojaba en la antigua Casa del Gremio de Zapateros, sede de la Cofradía de San Marcos Evangelista de Maestros Zapateros.

## Historia
Este museo estaba situado en la plaza de San Felipe Neri, en el Barrio Gótico de Barcelona. En él se exhibían principalmente dos tipos de objetos. Por un lado, reproducciones de zapatos desde la época romana hasta el siglo XVIII y, por otro, zapatos auténticos del siglo XVIII hasta nuestros días, que en algunos casos pertenecieron a personas famosas catalanas, como el músico Pau Casals. 

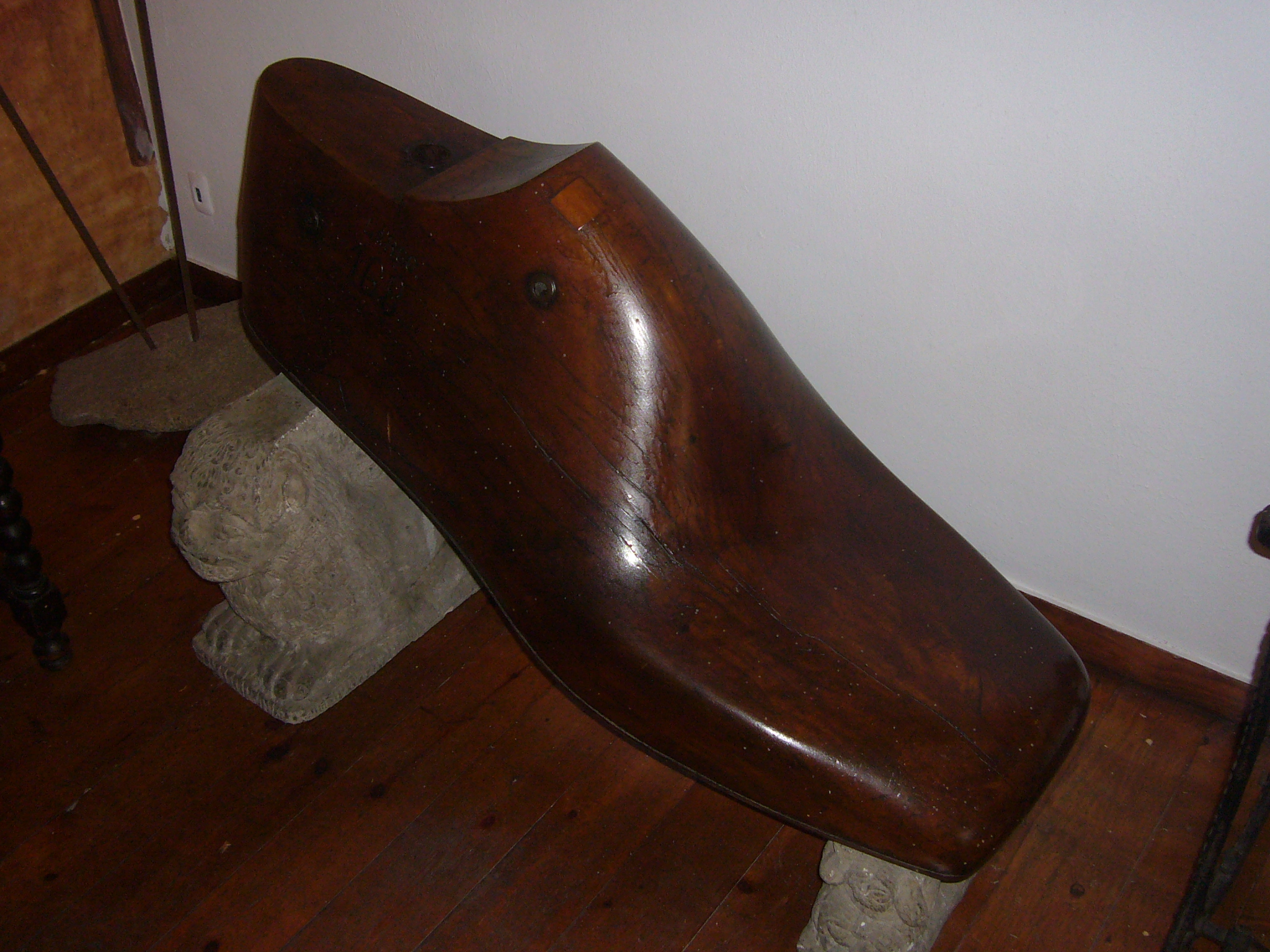
Horma del zapato del monumento a Colón.

También había muestras de las herramientas de los zapateros y curiosidades como la horma del "zapato de Colón": una horma de zapato (equivalente a un número 168) de las mismas dimensiones que el pie de la estatua que corona el Monumento a Colón de Barcelona. 
El Museo del Calzado de Barcelona tuvo que cerrar sus puertas a finales del año 2015
El museo se albergaba en un edificio renacentista donde tuvo su sede el gremio de Zapateros y que fue construido en 1565. Después de la Guerra Civil el edificio fue trasladado a su actual ubicación en la plaza de San Felipe Neri.